# Tata (Film)
Tata ist ein deutsch-niederländisch-rumänischer Dokumentarfilm unter der Regie von Radu Ciorniciuc und Lina Vdovii aus dem Jahr 2024. Seine Premiere feierte der Film auf dem Toronto International Film Festival in Kanada am 7. September 2024. 

## Handlung
Wegen ihres Vaters verließ Lina Vdovii mit 18 Jahren ihre Familie und ihr Heimatland, die Republik Moldau. Sie verbrachte 25 Jahre mit sehr wenig Kontakt zu ihrem Vater, in der Absicht, Distanz zu ihrer Kindheit zu gewinnen. Sie lebte in Rumänien, während ihr Vater (Tata) in Italien in der Landwirtschaft arbeitete. Als sie eines Tages ein Video bekam, das Verletzungen an seinem Oberkörper zeigte und ihr Vater sie um Hilfe bat, überwand sie ihre Zweifel und fuhr zu ihm. Sie fand heraus, dass er ein Opfer von Ausbeutung geworden war und wollte ihm helfen, die unhaltbaren Zustände öffentlich zu machen. Doch dabei rissen ihre eigenen Wunden aus der Vergangenheit auf: Sie selbst, ihre Schwestern und ihre Mutter wurden jahrelang vom Vater geschlagen. Lina fasste den Mut, ihren Vater mit ihren früheren Erlebnissen von Gewalt und dem Trauma der Familiensituation zu konfrontieren. Die Auseinandersetzung mit toxischer Männlichkeit öffnete den Weg zu Veränderung. Pawel bat um Verzeihung, versuchte aber auch, sein Handeln mit seinen eigenen Kindheitserfahrungen zu rechtfertigen. Lina spricht im Film auch mit ihrer Mutter, die immer noch Angst davor hat, dass Pawel zurückkommen könnte. Die Großmutter wurde in ihren drei Ehen nie geschlagen; sie hat einen Abschluss in Psychologie und konnte sich auf dieser Basis vor Männern schützen. Am Ende des Films erfährt das Publikum, dass Lina schwanger ist.

## Produktion

### Filmstab
Regie führten Radu Ciorniciuc und Lina Vdovii, die auch für die Kameraführung zuständig waren. Das Drehbuchkonzept stammt von Lina Vdovii und Radu Ciorniciuc. Die Musik komponierte Jörg Follert und für den Filmschnitt waren Andrei Gorgan, Ciprian Cimpoi und Radu Ciorniciuc verantwortlich. 

### Produktion und Förderungen
Produziert wurde der Film von Monica Lãzurean-Gorgan, die Produktionsfirmen waren Corso Film GmbH (Berlin) und Manifest Film (Rumänien). Er entstand in Koproduktion mit EOdocs (Niederlande) und dem Mitteldeutschen Rundfunk und in Zusammenarbeit mit ARTE.
Fördermittel kamen von Creative Europe Desk Deutschland, Eurimages und der Film- und Medien Stiftung NRW.

### Dreharbeiten und Veröffentlichung
Tata wurde in 25 Drehtagen in Italien, Moldawien und Rumänien gedreht.
Seine Premiere feierte der Film auf dem Toronto International Film Festival in Kanada am 7. September 2024. Die deutsche Premiere folgte am 10. Mai 2025 auf dem DOK.fest München.
Der weltweite Vertrieb liegt in den Händen von Autlook Filmsales.

## Rezeption
Vladan Petkovic nannte den Film auf Cineuropa eine überaus dichte, vielschichtige persönliche Darstellung von transgenerationalem Trauma, das durch traditionelle patriarchale Verhältnisse verursacht wurde.
Auf Outnow war zu lesen, es sei der Regie auf mehreren Ebenen gelungen, Menschen, die Gewalt erfahren haben, eine Stimme zu geben.

## Auszeichnungen und Nominierungen
- 2024 Toronto International Film Festival: Nominierung für den People's Choice Award Documentary für Radu Ciorniciuc und Lina Vdovii
- 2024: Zurich Film Festival: Nominiert für den Golden Eye Award (Bester internationaler Dokumentarfilm)
- 2024: Astra Film Festival Sibiu, Rumänien: Gewinner des Mittel- und Osteuropa-Wettbewerbs: Beste Regie: Lina Vdovii und Radu Ciorniciuc
- 2024: El Gouna Film Festival, Ägypten: Nominiert in der Golden Star Feature Documentary Competition: Lina Vdovii und Radu Ciorniciuc
- 2024: Verzio International Human Rights Documentary Film Festival, Budapest: Gewinner des Best Documentary Film Award, International Competition: Lina Vdovii und Radu Ciorniciuc
- 2025: CPH:Dox, Dänemark[1]
- 2025: Trieste Film Festival: Gewinner des Alpe Adria Cinema Award Best Documentary: Lina Vdovii, Radu Ciorniciuc
- 2025: Internationales Dokumentarfilmfestival München 2025, Reihe Family Affairs